# Вешки (Рязанская область)
Вешки — деревня в Рязанском районе Рязанской области. Входит в Подвязьевское сельское поселение.

## География
Находится в северо-западной части Рязанской области на расстоянии приблизительно 22 км на запад-юго-запад по прямой от вокзала станции Рязань II.

## История
Известна с XVII века. Была отмечена на карте 1850 года как поселение с 22 дворами. В 1897 году здесь (тогда деревня Рязанского уезда Рязанской губернии) было учтено 40 дворов.

## Население
Численность населения: 252 человека (1897 год), 7 в 2002 году (русские 100 %), 3 в 2010.